# Rakuten

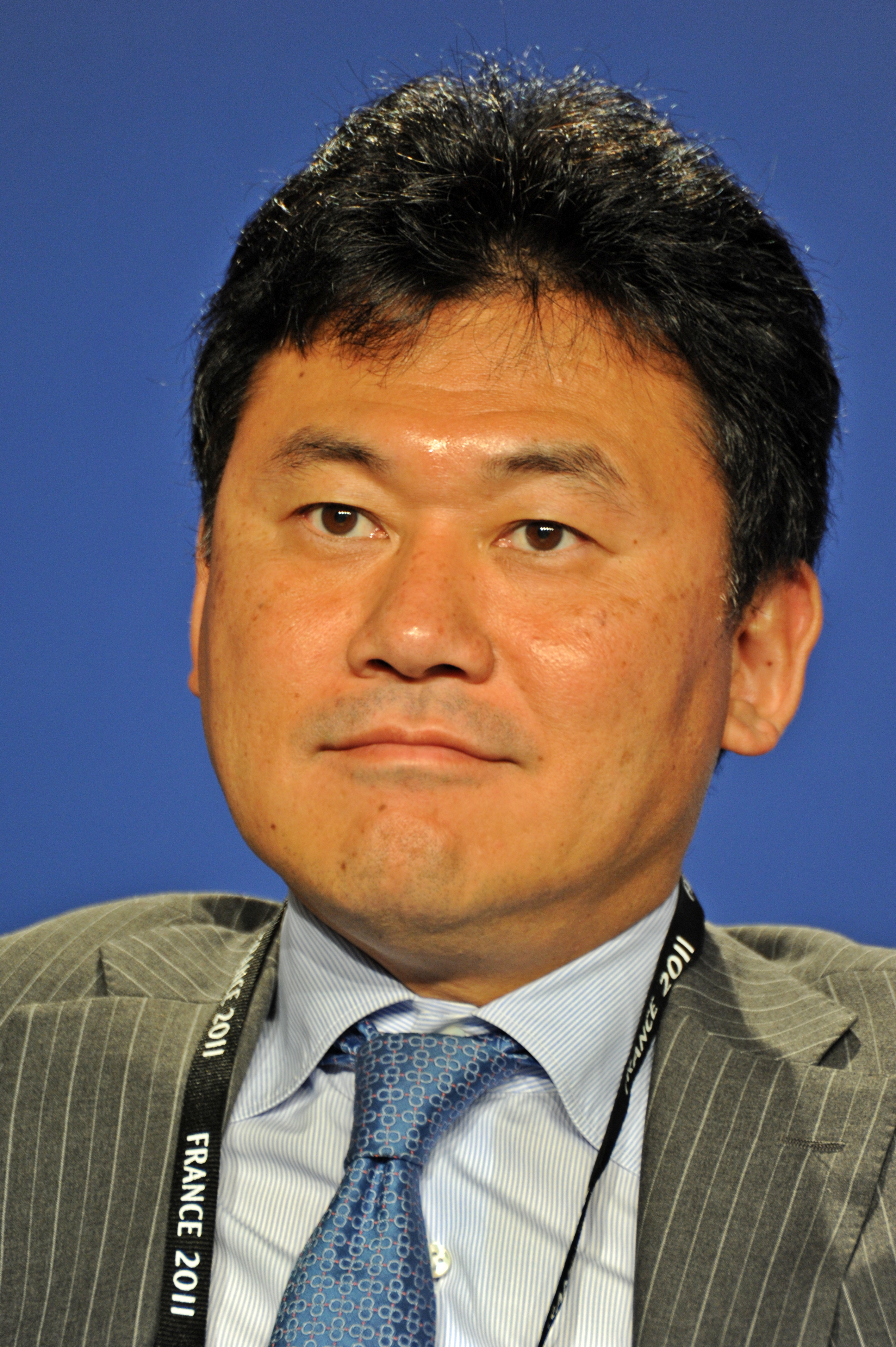
Hiroshi Mikitani, fondator și CEO al Rakuten

Rakuten, Inc. (楽天株式会社 Rakuten Kabushiki-gaisha?) (pronunție în japoneză [ɾakɯten]) este o companie japoneză de comerț electronic și de internet cu sediul în Tokyo și fondată în 1997 de Hiroshi Mikitani. Platforma sa B2B2C e-commerce Rakuten Ichiba este cel mai mare site de comerț electronic din Japonia și printre cele mai mari din lume, prin vânzări. De asemenea, oferă servicii de e-commerce, fintech, conținut digital și servicii de comunicații la peste 1 miliard de membri din întreaga lume și operează în 29 de țări și regiuni. Acesta este adesea denumit „Amazonul Japoniei”.

## Legături externe
- Global Rakuten Arhivat în 28 aprilie 2018, la Wayback Machine. en